# Antiguo puente del Pequeño Belt
El antiguo puente del Pequeño Belt  es un puente de celosía sobre el estrecho del Pequeño Belt, en Dinamarca. Se extiende desde Snoghøj, en Jutlandia, hasta Middelfart, en Fionia.
El puente es propiedad del Estado y Banedanmark, la autoridad ferroviaria danesa, es responsable de su mantenimiento. Fue el primer puente construido sobre el estrecho, iniciando la conexión de las tres partes principales de Dinamarca por carretera y ferrocarril, que se completó con el puente del Gran Belt en junio de 1998. Anteriormente, sólo transbordadores y otras embarcaciones habían transportado personas por los estrechos.

## Construcción

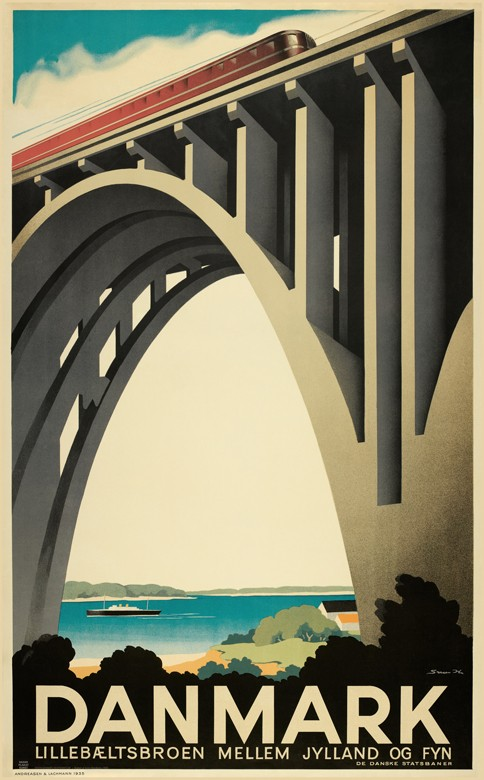
Cartel de la inauguración del Antiguo puente del Pequeño Belt en 1935 por Sven Henriksen.

El antiguo puente del Pequeño Belt fue construido por Monberg & Thorsen. Su construcción comenzó en 1929 y se inauguró el 14 de mayo de 1935. Tiene 1178 metros de longitud, 20,5 metros de anchura y 33 metros de altura, con un vano principal de 220 metros. En el puente hay dos vías de ferrocarril, dos carriles estrechos para que crucen los coches y una acera para los peatones. En la construcción del puente no se utilizó la maquinaria pesada de la época. Las bases de los pilotes se bajaron al mar desde barcos según cálculos precisos, y los moldes de los pilotes y de cada extremo del puente se construyeron primero con madera y luego se llenaron manualmente de cemento con cubos.

## Reconversión a uso ferroviario
Cuando en 1970 entró en servicio el nuevo puente del Pequeño Belt, el viejo puente perdió su función de principal línea de tráfico de automóviles entre Fionia y Jutlandia; sin embargo, sigue utilizándose como único puente ferroviario entre Jutlandia y Fionia, así como para transportar el tráfico entre Fredericia y Middelfart y sus pueblos vecinos.

## Mantenimiento

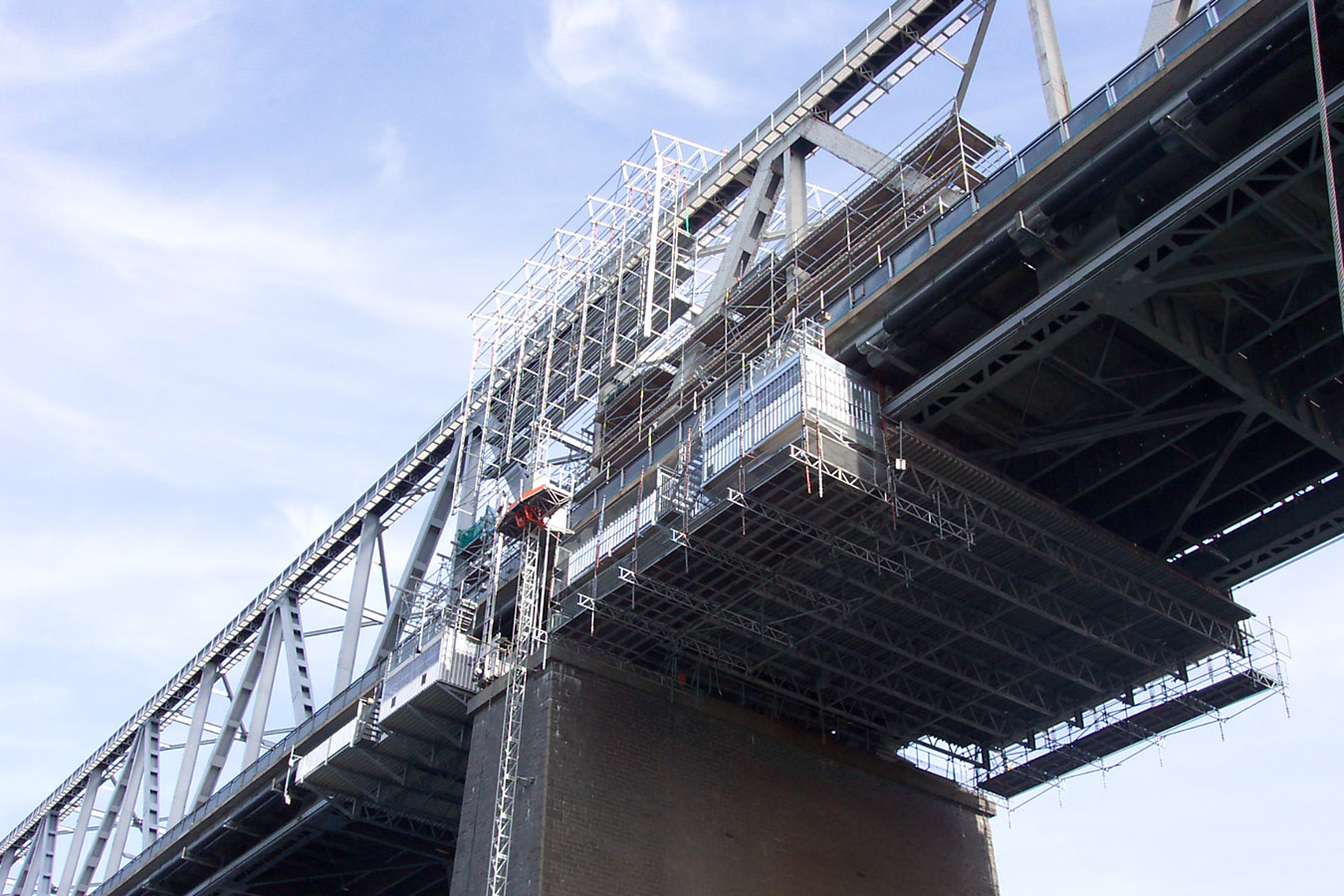
Un andamio de mantenimiento móvil fijado al puente.

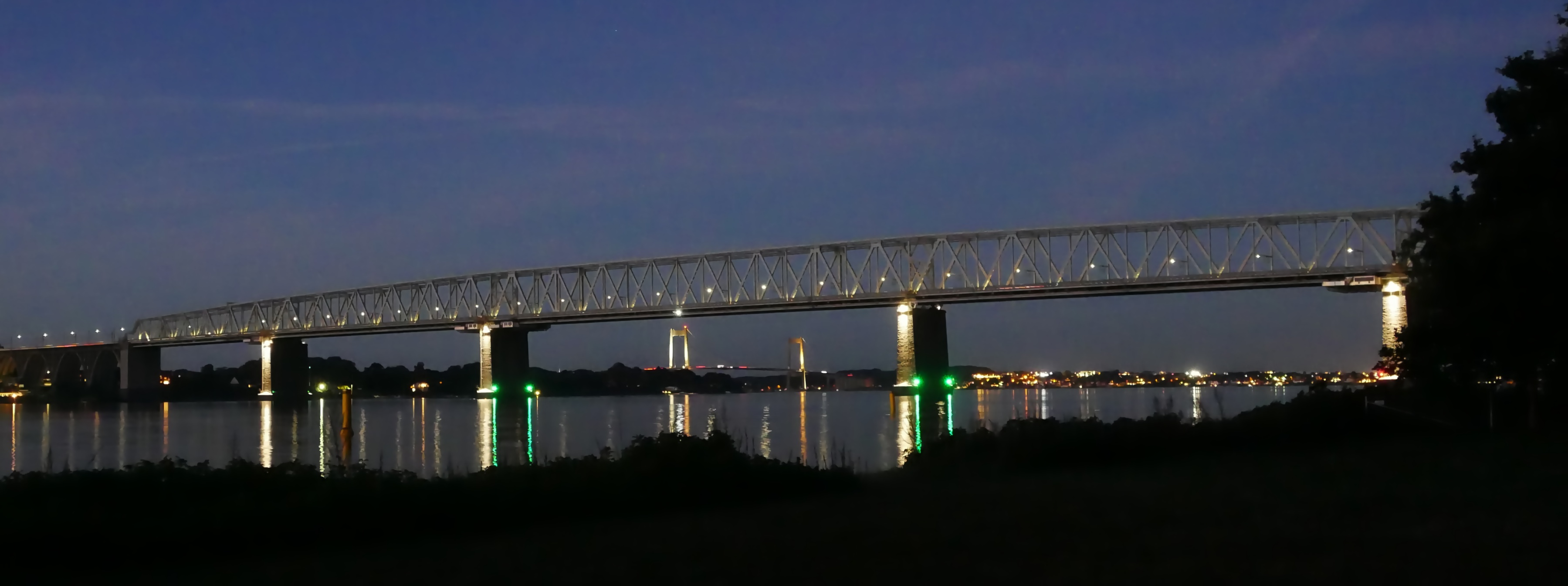
Puente viejo y nuevo de noche

El puente requiere un mantenimiento constante. Durante las primeras décadas tras su construcción, un grupo de trabajadores empezaba a pintar toda la estructura de acero desde un extremo, seguía hasta el otro y volvía a empezar una vez terminado. Entre cinco y trece personas trabajan en el puente a la vez.
El puente estuvo cerrado al tráfico rodado durante la mayor parte de 2018 y 2019 debido a obras de renovación. No obstante, el tráfico ferroviario continuó casi sin interrupciones, ya que el puente es la única conexión sobre el Pequeño Belt para los trenes.

## Excursiones
En 2015 se introdujeron en el puente del Pequeño Belt las visitas guiadas «a pie de puente», que permiten observar el armazón. La visita estándar dura dos horas y se ofrece en un entorno seguro. 